# Nombre d'Eddington

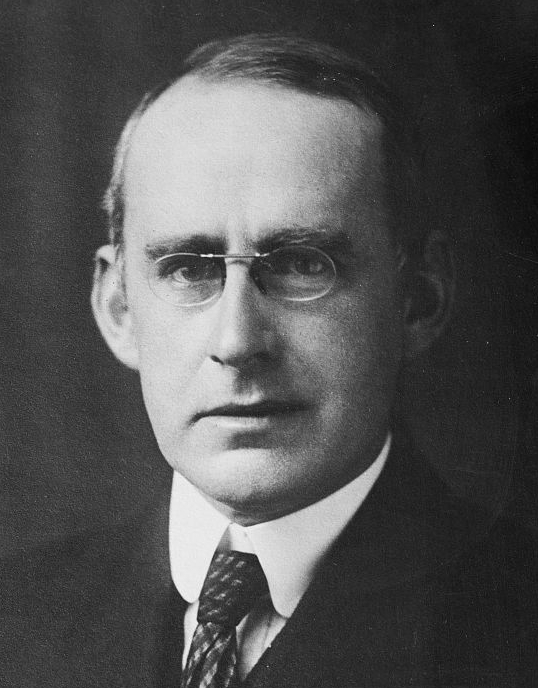
Arthur Eddington (1882-1944)

En astrophysique, le nombre d'Eddington, NEdd, est le nombre de protons dans l'univers. Il porte le nom de l'astrophysicien anglais Arthur Eddington qui, en 1938, fut le premier à proposer un calcul de NEdd, et expliquer l'importance de ce nombre en cosmologie et pour les fondements de la physique.
À la fin des années 1930, la meilleure mesure expérimentale obtenue pour la constante de structure fine, α, était d'environ 1/136. Eddington argumenta, pour des considérations esthétiques et numérologiques, que α devait valoir exactement 1/136. Il donna alors la « preuve » que NEdd = 136×2256, ou environ 1,57 × 1079. En 1938 lors des Conferences de Tarner (en) au Trinity College, Eddington affirma que :
« Je suis convaincu qu'il y a 15 747 724 136 275 002 577 605 653 961 181 555 468 044 717 914 527 116 709 366 231 425 076 185 631 031 296 protons dans l'univers et le même nombre d'électrons. »
Cet énorme nombre fut bientôt nommé le nombre d'Eddington. Peu de temps après, des mesures améliorées de α révélèrent une valeur plus proche de 1/137, juste après quoi Eddington changea sa « preuve » démontrant que α devait valoir exactement 1/137 – un fait pour lequel Punch le surnomma « Sir Arthur Adding-One ».
La meilleure estimation actuelle (2008) de la valeur de la constante de structure fine est :
{\displaystyle \alpha =7{,}297352570(5)\times 10^{-3}={\frac {1}{137{,}035999084(51)}}.\ }
Ainsi, personne ne soutient plus l'idée que α est l'inverse d'un nombre entier, ni qu'il puisse y avoir un lien mathématique entre la valeur α et NEdd.  Des estimations mieux démontrées de NEdd aboutissent à une valeur d'environ 1080.[réf. nécessaire] Ces estimations prennent pour hypothèse que toute matière peut être considérée comme de l'hydrogène, et requièrent des valeurs présumées du nombre et de la taille des galaxies et des étoiles dans l'univers.
Parmi les rôles possibles de NEdd en cosmologie contemporaine, le plus remarquable est son utilisation dans l'hypothèse des grands nombres de Dirac.